# Crkva sv. Josipa u Zagrebu
Župna crkva sv. Josipa je zagrebačka katolička crkva koje se nalazi u Trakošćanskoj 47, u gradskoj četvrti Trešnjevka, odmah do glavnog trešnjevačkog trga.

## Povijest crkve
Još 1934. godine na prostorima gdje se nalazi današnja crkva bila su samo polja kukuruza i tzv. bugarije (bugarski vrtovi), a na čitavoj Trešnjevci živjelo je oko pet tisuća stanovnika, i to uglavnom u malim loše građenim jednokatnicama. Vjerski je to područje pripadalo tadašnjim župama sv. Blaža i sv. Marka; tako je bilo sve do 1937. godine kada je osnovana nova župa sv. Josipa. Ispočetka župa nije imala crkve, već su se vjernici i svećenici okupljali povremeno, čak su i držali mise u dvorištu obližnjeg Dječjeg skloništa. Dvorišne stube dječjeg skloništa tada bi se pretvarale u kor, s kojeg je za sv. Mise pjevao crkveni zbor. 
U prosincu 1934. godine nadbiskup Alojzije Stepinac dao je kapelanu crkve sv. Blaža, Ivanu Gašpertu zadatak pripremiti sve za osnivanje nove župe na Trešnjevci. Tako je već 10. svibnja 1936. nadbiskup Alojzije Stepinac blagoslovio temeljni kamen buduće crkve.
Po prvotnim vrlo ambicioznim planovima crkvenih vlasti, projekt crkve s pratećim sadržajima napravio je tada cijenjeni ljubljanski arhitekt Jože Plečnik.
Prema njegovim nacrtima trebalo je sagraditi župnu crkvu u neoromaničkom stilu, župni ured, samostan časnih sestara i društvenu dvoranu. 
Kako se projekat odvijao u nesretna vremena pred, za i nakon Drugog svjetskog rata za njega nije bilo novaca, a niti dovoljno darovatelja, pa se od svega projektiranog uspjela izgraditi samo društvena dvorana. Nju je pak adaptirao za crkvu zagrebački arhitekti Marijan Haberle i Hinko Bauer.
Dne 17. travnja 1937. dekretom nadbiskupa Antuna Bauera osnovana je Župa sv. Josipa, a za dan nove crkve određen je 20. lipnja 1937. godine. Tada je novu crkvu blagoslovio nadbiskup Alojzije Stepinac. 
Godine 1947., u povodu 10-te godišnjice župe izvršena je prva obnova crkve, manja obnova crkve napravljena je 1995., a obnova orgulja 1996. godine. Od 1993. u župi djeluje Zbor Izvor.
Uz crkvu je 1997. godine, prigrađen 35 metara visok zvonik.

## Vanjske poveznice
- Župa sv. Josipa